# Steen Thychosen
Steen Thychosen  (Vejle, 22 september 1958) is een voormalig Deens voetballer. Hij speelde als aanvaller en stapte na zijn actieve loopbaan het trainersvak in.

## Clubcarrière
Thychosen kwam het grootste deel van zijn profcarrière uit voor Vejle BK. Bij die club sloot hij zijn loopbaan af in 1994. Hij speelde daarnaast in Duitsland, België en Zwitserland voor achtereenvolgens Borussia Mönchengladbach, RWD Molenbeek en FC Lausanne-Sport. Thychosen was tweemaal invaller namens Borussia Mönchengladbach in de verloren UEFA Cupfinale 1980 (over twee duels) tegen Eintracht Frankfurt.

## Interlandcarrière
Thychosen speelde in totaal twee officiële interlands voor de nationale A-ploeg van Denemarken in de periode 1984-1986. Onder leiding van bondscoach Sepp Piontek maakte hij zijn debuut op 8 juni 1984 in de vriendschappelijke wedstrijd tegen Bulgarije (2-1) in Kopenhagen. Hij viel in dat duel na 75 minuten in voor Preben Elkjær Larsen (KSC Lokeren). Hij nam met zijn vaderland deel aan het EK voetbal 1984, maar kwam daar niet in actie. Zijn tweede en laatste interland volgde op 29 oktober 1986, toen hij na 80 minuten inviel voor debutant Claus Nielsen (Brøndby IF) in de EK-kwalificatiewedstrijd tegen Finland.

## Erelijst
Vejle BK
- Deens landskampioen

1978
- Beker van Denemarken

1977
- Topscorer Superligaen

1984 (24 goals)